# Tam Hợp, Tương Dương
Tam Hợp là một xã thuộc huyện Tương Dương, tỉnh Nghệ An, Việt Nam.
Xã Tam Hợp có diện tích 231,71 km², dân số năm 1999 là 1489 người, mật độ dân số đạt 6 người/km².
Xã Tam Hợp được thành lập theo quyết định 139-HĐBT, ngày 13 tháng 11 năm 1986 về việc chia xã và thành lập thị trấn thuộc huyện Tương Dương và huyện Hưng Nguyên, tỉnh Nghệ Tĩnh. Theo đó, chia xã Tam Thái thành hai xã lấy tên là xã Tam Thái và xã Tam Hợp:
a) Xã Tam Thái có diện tích tự nhiên 1.180 hécta với 2.622 nhân khẩu.
Địa giới xã Tam Thái ở phía đông giáp xã Tam Đình; phía tây giáp xã Thạch Giám; phía nam giáp xã Tam Hợp; phía bắc giáp xã Yên Na.
b) Xã Tam Hợp có diện tích tự nhiên 2.126 hécta với 1.500 nhân khẩu.
Địa giới xã Tam Hợp ở phía đông giáp xã Tam Đình; phía Tây giáp xã Thạch Giám; phía nam giáp nước Lào; phía bắc giáp xã Tam Thái.